# تراسي ويست
تراسي ويست (بالإنجليزية: Tracey West)‏ هي كاتبة للأطفال وكاتِبة أمريكية، ولدت في 1 أكتوبر 1965.